# Cygnus CRS OA-4
Cygnus CRS OA-4, també coneguda com a Orbital Sciences CRS Flight 4, va ser el quart vol amb èxit de la nau espacial de subministrament no tripulada Cygnus desenvolupada per Orbital Sciences Corporation. El vol el va dur a terme Orbital Sciences sota contracte de la NASA com a missió del programa Commercial Resupply Services. Va ser el tercer vol a l'Estació Espacial Internacional. Amb el coet Antares sotmetent-se en un redisseny després del seu fracàs durant el llançament Orb-3, OA-4 va ser llançat mitjançant un Atlas V. Després de tres retards de llançament a causa del mal temps que va començar el 3 de desembre de 2015, OA-4 va ser llançat a les 21:44 UTC el 6 de desembre de 2015. Amb un pes d'enlairament de 7.492 quilograms, OA-4 es va convertir en la càrrega més pesant mai llançada en un Atlas V. La nau es va reunir amb l'EEI i va ser acoblada el 9 de desembre de 2015. Va ser alliberada el 19 de febrer de 2016 després de 72 dies a l'estació. La desorbitació es va produir el 20 de febrer aproximadament a les 16:00 UTC.